# Mizrachi World Movement
Mizrachi World Movement (en català: Moviment Mundial Mizrachi) (en hebreu: תנועת המזרחי) (transliterat: Tnuat HaMizrahi) és el nom de l'organització religiosa sionista fundada en 1902 a Vilnius en una conferència mundial de sionistes religiosos que va ser convocada pel rabí Yitzchak Yaacov Reines. Bnei Akiva, que va ser fundat en 1929, és el moviment juvenil sionista associat amb World Mizrachi. Tant Mizrachi com el moviment juvenil dels Bnei Akiva, segueixen sent moviments internacionals. World Mizrachi creu que la Torà ha d'estar en el centre del sionisme i també veu el nacionalisme jueu com un mitjà per aconseguir objectius religiosos. El partit Mizrahí va ser el primer partit polític religiós sionista oficial, i va fundar el Ministeri d'Afers Religiosos d'Israel, i va impulsar les lleis que imposaven la kashrut, i l'observança del dissabte en el lloc de treball. El partit Mizrahí també va tenir un paper previ a la creació de l'Estat d'Israel, construint una xarxa d'escoles religioses que existeixen fins al dia d'avui, i va participar en les eleccions israelianes de 1951.